# Interzumia rufonigra
Interzumia rufonigra (лат.) — вид одиночных ос (Eumeninae), единственный в составе рода Interzumia.

## Описание
От близких родов ос отличается следующими признаками: мезонотум гладкий; задний конец тергита I латерально с небольшими блестящими пластинчатыми придатками; метанотум без бугорков; мезонотум без продольных килей. Задняя граница тергита I непрозрачная. Метанотум без боковых зубцов. Тегулы сужаются кзади, достигая заднего конца паратегул. Пронотум шире длины в дорсальном виде; тергит I длиннее ширины в дорсальном виде; задний конец тергита II с неглубокой впадиной. Тергит I более чем в 0,5 раза шире тергита II в дорсальном виде. Средние голени с одной шпорой. Переднее крыло с первой и второй возвратными жилками, исходящими в субмаргинальной ячейке II.

## Распространение
Встречается в Афротропике (Танзания).